# Shade - Carta vincente
Shade - Carta vincente (Shade) è un film del 2003 diretto da Damian Nieman.
Un trio di truffatori da gioco d'azzardo, interpretato da Gabriel Byrne, Thandie Newton e Stuart Townsend, cerca di incastrare un maestro nel loro stesso campo, interpretato da Sylvester Stallone. Tra gli altri protagonisti, Jamie Foxx e Melanie Griffith.

## Trama
Dopo aver raggirato Larry Jennings, un trio di truffatori che opera nell'ambito del gioco d'azzardo illegale capitanato dall'esperto Charlie Miller, scopre che l'ingente somma guadagnata era in realtà della mafia locale.
L'obiettivo di Miller, insieme all'abile e ambizioso Vernon e all'affascinante e ambigua Tiffany, è quello di sfidare e battere l'invincibile Dean "Il Decano" Stevens, un'autentica leggenda nell'ambiente.
Evitate ritorsioni della mafia, i tre se la giocano a poker con "il Decano" ma pur barando vengono superati dal maestro che li ripulisce.
Charlie Miller scoprirà poi che ad informare la mafia della truffa a Jennings era stata Tiffany. Mentre Vernon, per vendicarsi di un vecchio torto, ha tradito Miller e riceve da Stevens un lauto compenso per aver attuato il doppio gioco a suo favore.